# Lycopodioides denticulata
Lycopodioides denticulata là một loài thực vật có mạch trong Họ Thạch tùng. Loài này được (L.) Kuntze mô tả khoa học đầu tiên năm 1891.